# Schneider-Membran
Das respiratorische Epithel der Kieferhöhle (Sinus maxillaris) ist in der Zahnmedizin und der Mund-Kiefer-Gesichtschirurgie als Schneider-Membran oder Schneider’sche Membran bekannt, die erstmals von Konrad Viktor Schneider im Jahre 1664 beschrieben wurde. Ihre lateinische Bezeichnung lautet Membrana Schneideria.

## Homöostase der Kieferhöhle
Die Auskleidung der Kieferhöhle mit dem respiratorischen Epithel gewährleistet ihre Homöostase. Eine gesunde Kieferhöhle ist dadurch immer steril. Die Membran hat etwa eine Dicke von 0,13 bis 0,5 Millimetern und ist histologisch ein mehrreihiges Zylinderepithel. Zilientragende Zellen mit 100 bis 150 Zilien pro Zelle wechseln ab mit Becherzellen, die serösen und mukösen Schleim produzieren. Die Zilien erreichen eine Schlagfrequenz von bis 1000 Schlägen pro Minute. Die Produktion von serösem und gleichzeitig mukösem Schleim führt zu einem zweischichtigen Flüssigkeitsfilm, der strömungstechnisch günstig Verunreinigungen der Luft, Detritus, Bakterien, aber auch abgestorbene Zellen abtransportieren kann. Die Richtung des mukoziliaren Transportes durch die Schneider’sche Membran ist zum natürlichen Ostium der Kieferhöhle gerichtet. In jedem Sinus maxillaris werden bis zu 500 Milliliter/Tag seromuköse Flüssigkeit produziert und durch den Hiatus semilunaris in die Nase und von dort nach dorsal transportiert.
Der Hauptteil der Schneider-Membran wird von der Arteria sphenopalatina, dem Endast der Arteria maxillaris versorgt.

## Sinusbodenelevation
Im Rahmen der Verfahren zum Kieferaufbau für ein Zahnimplantat erlangte beim Sinuslift die Schneider-Membran erhebliche Bedeutung. Das Knochentransplantat wird zwischen Kieferhöhlenboden und Schneider-Membran eingebracht.